# Братья Лаутензак
Братья Лаутензак (нем. Die Brüder Lautensack) — роман Лиона Фейхтвангера. Рассказывает о трагической судьбе человека с экстрасенсорными способностями, примкнувшего к НСДАП, цинично использованного и уничтоженного гитлеровцами. Описывает исторический контекст, тайные пружины прихода нацистов к власти, внутренние противоречия в нацистском движении.

## Сюжет
Роман охватывает период 1931—1933 годов и делится на три части: «Мюнхен», «Берлин», «Зофиенбург».

### «Мюнхен»
Экстрасенс Оскар Лаутензак, ветеран Первой мировой войны, убеждённый в своём даре ясновидения, в 1931 году переживает трудные времена. Лишившись заказов, он живёт в Мюнхене на содержании своего фронтового друга и напарника-фокусника Алоиза Пранера. Подруга и ценительница Анна Тиршенройт, профессиональный скульптор, организовала для Лаутензака договор с чешским профессором-парапсихологом Гравличеком. Однако Лаутензак не очень доволен перспективой новой работы.
В Мюнхен приезжает младший брат Оскара — активист НСДАП Гансйорг Лаутензак. Он — видная фигура нацистского движения. Только что усилиями высоких покровителей Гансйорг был освобождён из тюрьмы, куда попал по обвинению в убийстве. Гансйорг приводит брата на собрание НСДАП, знакомит с начальником штаба Штурмовых отрядов СА Манфредом Проэлем и самим Гитлером.
Отношения между братьями сложны. Основательный, физически сильный и несколько наивный Оскар воспринимает Гансйорга свысока. Тщедушный, хитрый и абсолютно аморальный авантюрист Гансйорг злопамятен и не прочь отомстить старшему брату за унижения детства и юности. Однако Гансйорг предлагает Оскару примкнуть к нацистам и поставить свой дар на службу НСДАП, которая явно движется к власти. После некоторых колебаний Оскар соглашается — во многом из-за того, что впечатлён Гитлером и видит в нём родство в «духовной силе». Лаутензак-старший отказывается от контракта с Гравличеком и переезжает в Берлин. Пранер и Тиршенройт встревожены его сближением с нацистами.

### «Берлин»
В столице Оскар Лаутензак выступает успешно в элитных салонах, практикуя как экстрасенсорику, так и мошеннические ходы (в результате кончает с собой один из его слушателей, которому предсказана скорая смерть). В полном соответствии с обещаниями Гансйорга, он приобретает известность и популярность, при этом становится богат. Этому способствует организованное Гансйоргом покровительство нацистской верхушки, а также баронессы Хильдегард фон Третнов («одна из немногих аристократок, поддерживающих нацистов»). Завязываются у Оскара отношения с Ильзой Кадерейт — женой крупного магната-промышленника Фрица Кадерейта, крупного спонсора НСДАП. В знак симпатии она дарит Лаутензаку чёрную жемчужину.
О сути нацистской идеологии и практики Лаутензак-старший не задумывается. Но он безоговорочно примыкает к этому движению, поскольку убедился в его силе. Лаутензак проникается фанатичной преданностью Гитлеру, уважением к Проэлю, брату Гансйоргу, другим нацистским лидерам.
В то же время существует непреодолимая отчуждённость между Оскаром Лаутензаком — выходцем из мещанской массы — и буржуазно-аристократической элитой. Оскар постоянно ощущает свою «второсортность», несерьёзное отношение и мало скрываемое пренебрежение со стороны «хозяев жизни». Особенно нагло обращается с Оскаром граф Ульрих фон Цинздорф, руководитель карательного аппарата НСДАП, организатор многочисленных убийств, известный жестокостью и цинизмом. Это при том, что Лаутензак ссужает Цинздорфу крупную сумму денег. Желая унизить Лаутензака, Цинздорф раскрывает ему, что чёрная жемчужина, подаренная фрау Кадерейт — фальшивое изделие.
Лаутензак оскорблён очередным издевательством аристократов. От этого усиливается его восхищение популистскими лозунгами Гитлера, угрозами в адрес тех, кто считает, будто «вековая принадлежность к не по праву привилегированному классу обеспечивает им неприкосновенность».
43-летний Оскар Лаутензак знакомится со стенографисткой-машинисткой Кэтэ Зеверин и искренне влюбляется в 24-летнюю девушку. Их связь приводит к беременности Кэтэ. Но положение осложняется тем, что сводный брат Кэтэ — журналист Пауль Крамер — левый активист, непримиримый противник нацизма. В своих статьях Крамер презрительно высмеивает и напыщенные выступления Гитлера, и магическую клоунаду Лаутензака. Он не одобряет связь сестры с Оскаром, считает постыдной, но и не препятствует ей.
За материал об одной из гитлеровских речей Крамер попадает в «чёрный список» Цинздорфа, что означает смертельную опасность. Ненавидит Пауля и Оскар. За разоблачительную статью о сеансах ясновидения Лаутензак подаёт в суд на Крамера.
После длительных и трудных переговоров Гитлера с Гинденбургом 30 января 1933 года нацистская партия приходит к власти в Германии. Нацистский фюрер получает пост рейхсканцлера. Гансйорг Лаутензак становится государственным советником по иностранным делам и печати. Резко идёт вверх и карьера Оскара Лаутензака. От нового правительства он получает в собственность замок Зофиенбург. Гитлер принимает решение создать Академию оккультных наук и назначить Оскара её президентом. Суд по иску к Крамеру — несмотря на очевидную правоту Крамера — выносит решение в пользу Лаутензака. Оскар на вершине карьеры, но у него охлаждаются отношения с близкими друзьями. Алоиз Пранер и Кэтэ Зеверин отторгают нацизм.

### «Зофиенбург»
Манфред Проэль готовит провокационную акцию, которая создаст для нацистских властей предлог к тотальному уничтожению оппозиции. Перебрав несколько вариантов — покушение на Гитлера, взрыв Коричневого дома, поджог общественного здания — он решает посоветоваться с «ясновидящим» и едет к Оскару Лаутензаку. В ходе экстрасенсорного сеанса Лаутензак подсказывает решение: поджог рейхстага. Проэль доволен, но его коробит отказ Лаутензака взять деньги. Кроме того, он несколько ошарашен экстрасенсорными способностями «ясновидящего» и проникается неприязнью к нему.
Пауль Крамер готовится к вынужденной эмиграции. Но выехать он не успевает — нацисты его арестовывают и подвергают зверским избиениям. Кэтэ просит Оскара использовать свои связи и освободить брата. Она согласна на брак с ним. Оскар с радостью соглашается и обращается к Проэлю.
Командир штурмовиков поначалу соглашается («Такие интеллигенты сейчас не опаснее обгоревшей спички»). Но категорически возражает Цинздорф, для которого дело Крамера «стало пробой сил, поединком между теми, кто хочет руководить нашей партией на основе разумных военно-политических принципов, и некоторыми грязными, темными элементами из низов». Он считает необходимым осадить «выскочку Лаутензака, слишком задравшего нос». Кроме того, Цинздорф хотел бы избавиться от денежного долга.
Доводы Цинздорфа убедили Проэля, который и сам испытывает неприязнь к Лаутензаку. Он отказывает Оскару в освобождении Крамера. Тогда Лаутензак просит о приёме самого Гитлера. Тот проводит время в серьёзных раздумьях о предстоящих политических потрясениях.

Канцлер праздно бродил по своему поместью Бергхоф — он нервничал. Надо было сделать выбор, принять решение, а этого он не любил.

Две группы, проложившие Гитлеру путь к власти, тащили его в разные стороны: маленькая группа «аристократов» и большая группа его «старых борцов», авантюристов, — он называл их «народ». «Народ» требовал социальной революции, которую Гитлер ему обещал, — десять тысяч «старых борцов» требовали доходных мест. Но раздавать эти места могли только «аристократы», а они были хитры, упорны, они и не думали подпускать «старых борцов» к кормушке. Можно было бы попросту прогнать «аристократов», но для этого партия пока еще не была достаточно сильна.

Гитлер радушно принимает Лаутензака. Между ними происходит откровенный разговор. Оскар поражается степени своей близости и единогласия с фюрером. Он торжественно отдаёт свою жизнь в распоряжение Гитлера. Одновременно он почтительно просит освободить Крамера, дабы отомстить ему не столь «мелко и материалистично», а мощно, «духовно». Гитлер соглашается и отдаёт соответствующее распоряжение. Оскар радостно телеграфирует об этом Кэтэ.
Но к изумлению Лаутензака (и даже Проэля) Цинздорф не освобождает Крамера. Он приносит Проэлю статью Крамера с язвительной критикой гитлеровского языкового стиля. После этого нечего думать, чтобы фюрер проявил к Крамеру снисхождение. Проэль встречается с Гитлером и получает согласие на убийство заключённого журналиста.
Эпизод, описывающий последние часы Пауля Крамера — один из сильнейших в романе. Тюремное начальство предлагает Паулю совершить самоубийство и тем самым избавиться от пыток.

Надо встать на стул. Надо это сделать. Совершенно бессмысленно не сделать этого. И все-таки он не сделает, уже потому не сделает, что это, очевидно, выгодно им.

Когда вежливый господин ровно в три часа входит в камеру, он видит, что заключенный N 11783, правда, неподвижен, но не в петле… Он позволил себе заснуть, вместо того чтобы повеситься. «В этих проклятых интеллигентах сам черт не разберется», — недовольно говорит вежливый господин.

Кэтэ Зеверин порывает с Лаутензаком и с помощью Анны Тиршенройт уезжает в Прагу. Оскар уничтожен и взбешён. Однако он винит Проэля и Цинздорфа, но даже не помышляет, что его обманул сам фюрер. Из Парижа возвращается Гансйорг, осыпает брата оскорблениями: «Этому ослу, видите ли, понадобилось связываться с Манфредом Проэлем. Ты вообразил, что Гитлер ради тебя откажется от своего Проэля? Сумасшедший, до тебя, видно, все еще не доходит, что поставлено на карту. Твоя шкура. Проэль предложил мне вправить тебе мозги. Это последнее предупреждение». Оскар отвечает обвинениями: «Пёс ты, негодяй. Ты втянул меня во всё это. Если бы не ты, я остался бы в Мюнхене. Работал бы как порядочный человек и заключил бы договор с Гравличеком. У меня была бы моя Кэтэ, эта или другая. Все было бы хорошо, если бы не ты». Между братьями происходит драка, Оскар избивает Гансйорга.
Через некоторое время Гитлер вновь приглашает Лаутензака в Бергхоф. Оскар мгновенно утешается, его охватывает радость. Он легко принимает лживое объяснение фюрера — якобы Крамер, не дождавшись освобождения, покончил с собой. Гитлер вновь делится со своим «ясновидящим» политическими планами, обещает жестокую расправу с аристократами. Между Гитлером и Лаутензаком заключается межличностный союз.
Идёт подготовка к созданию Академии оккультных наук. Пропаганда превозносит Оскара Лаутензака. Гитлер публично благоволит ему. Этим сильно недовольны аристократы. Доктор Кадерейт, муж Ильзы, возмущён тем, что фюрер находит время принимать Лаутензака, но не его. Ещё жёстче ведёт себя Цинздорф. Оскар устраивает приём в своём замке, где у него происходит столкновение с Цинздорфом: Лаутензак называет его палачом и цитирует угрозы Гитлера в адрес аристократов. Сначала испугавшись, Цинздорф быстро ориентируется и наносит ответный удар: в газете публикуется статья об этом разговоре с цитатами. Это означает, что Лаутензак несвоевременно разгласил конфиденциальные высказывания фюрера. Проэль убеждает Гитлера в необходимости физического устранения Лаутензака. Гитлер поначалу возражает, но, взвесив доводы Проэля, даёт санкцию на убийство.
Последние дни Оскар Лаутензак проживает в страхе и тоске. Он понимает, что аристократы решили свести с ним счёты и что Гитлер предал его. Предаёт брата и Гансйорг. Проэль ставит перед ним выбор: либо Оскар будет убит, либо останется жив, но будет заключён в сумасшедий дом под присмотром самого Гансйорга. Лаутензак-младший выбирает карьеру и отворачивается от брата. С дружелюбным сочувствием относится к Оскару лишь старый друг Пранер, но не может ничем помочь и даже не представляет себе, насколько смертельна и неотвратима нависшая над Оскаром угроза.
Ночью Оскара Лаутензака захватывает нацистская ликвидационная группа, отвозит в лес и там расстреливает. В его убийстве обвиняют «красных». Надгробную речь произносит сам Гитлер.

## Персонажи и прототипы
Роман во многом основан на реальных событиях, ключевые персонажи имеют исторических прототипов.
- Оскар Лаутензак — Эрик Ян Хануссен[1]
- Гансйорг Лаутензак — Отто Дитрих
- Манфред Проэль — Эрнст Рем (угадываются также черты Франца Пффефера фон Заломона)
- Ульрих фон Цинздорф — Вольф-Генрих фон Хелльдорф

Адольф Гитлер и Пауль фон Гинденбург фигурируют под реальными именами.
Образы доктора Кадерейта или Пауля Крамера собирательны — крупный капитал, поддержавший нацистов, и антинацистская левая интеллигенция.
Алоиз Пранер, Кэтэ Зеверин, Анна Тиршенройт — типичные представители определённых категорий населения Германии.
Существенное отличие художественного произведения от исторической реальности заключается в том, что Эрик Ян Хануссен, он же Гершель Штайншнайдер, был евреем. Оскар Лаутензак в романе — этнический немец.

## История издания
В 1941 году Лион Фейхтвангер, находясь в эмиграции в США, предложил издательству Viking Press рукопись романа под названием Die Zauberer — Чудотворец. Публикация состоялась в 1943 под названием Double, double, toil and trouble (слова припева песни ведьм из шекспировского Макбета). Затем роман появился в журнале Collier’s Weekly.
В том же году роман был выпущен в Лондоне издательством Hamish Hamilton уже под названием Братья Лаутензак. В 1944 опубликован тем же издательством на немецком языке. Немецкое издание в 1956 вновь называлось Die Zauberer, все последующие — Die Brüder Lautensack.
В СССР роман Братья Лаутензак был впервые опубликован в первых трёх номерах журнала Иностранная литература за 1957 год. Включён в 12-томное собрание сочинений Фейхтвангера (том 9), выпущенное в 1963 году.